# Hammerbrücke
Hammerbrücke là một đô thị thuộc huyện Vogtland, bang Sachsen, Đức. Đô thị Hammerbrücke có diện tích 8,14 km², dân số thời điểm ngày 31 tháng 12 năm 2006 là 1360 người.